# Ядерна енергетика Чехії
Чехія експлуатує дві атомні електростанції: Темелін і Дуковани. Станом на 2019 рік уряд має намір збільшити частку виробництва електроенергії на АЕС з 30% до 58%. З цією метою на майданчику в Дукованях планується побудувати новий реактор, який замінить старі блоки до 2035 року. Очікується також додавання нових потужностей на майданчику в Темеліні.

Карта атомних електростанцій і дослідницьких реакторів

## Історія

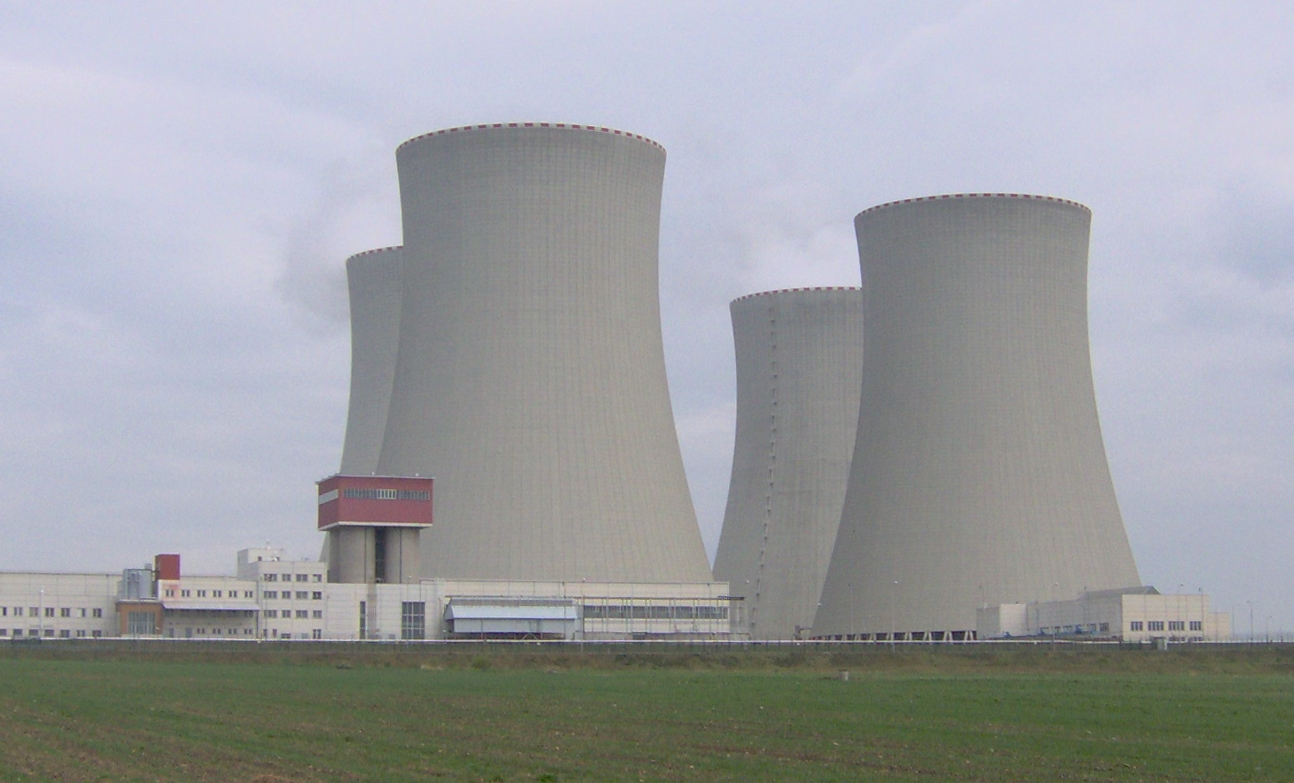
АЕС Темелін

У 1956 році було прийнято рішення про будівництво першої атомної електростанції в Чехословаччині в Ясловських Богуницях (західна Словаччина). Реактор KS 150 або A1 (120 МВт) був обраний через його здатність використовувати незбагачений уран, видобутий у Чехословаччині. KS 150 був розроблений у Радянському Союзі та виготовлений у Чехословаччині. Будівництво було обтяжене багатьма проблемами і тривало неочікувано довго – 16 років. У 1972 році станція була введена в дію. У 1977 році аварія призупинила виробництво енергії, і з 1979 року реактор частково демонтували, але не виводили з експлуатації.
У 1970 році було укладено угоду з Радянським Союзом про будівництво двох електростанцій типу ВВЕР. Одна електростанція була знову збудована в Ясловських Богуницях, інша – в Дукованах (південна Моравія), обидві обладнані чотирма реакторами ВВЕР-440 вер. 213, які виробляють 440 МВт кожен. Перший новий реактор у Ясловських Богуницях був запущений у 1978 році, а решта 7 – у 1980-х роках.
Наприкінці 1970-х років було прийнято рішення про будівництво ще двох електростанцій: Темелін (південна Богемія, 4 × ВВЕР-1000, 1000 МВт) і Моховці (південна Словаччина, 4 × ВВЕР-440 v. 213, 440 МВт). У 1990 році за рішенням уряду Петра Пітхарта станція Темелін була обмежена двома реакторами. Будівництво Темеліна також зазнало затримок і вийшло за межі бюджету.
Метод леткості фтору для переробки використаного ядерного палива був розроблений в Інституті ядерних досліджень в Режі.
У липні 2024 року Чехія обрала південнокорейську компанію Korea Hydro&Nuclear Power (KHNP) для будівництва двох атомних енергоблоків у країні. Вартість будівництва одного енергоблоку KHNP оцінюється в $8,6 млрд. Вони будуть збудовані на АЕС Дуковани. У Чехії не виключають, що можуть замовити KHNP будівництво ще двох реакторів на АЕС Темелін, але поки що це розглядається як потенційна можливість. Група південнокорейських компаній, зокрема підрозділи Kepco, Doosan Enerbility та Daewoo Engineering & Construction, проєктуватиме, будуватиме й постачатиме паливо для нових чеських реакторів.

## Відпрацьоване паливо
Чехія не має державної політики щодо зберігання або переробки ядерних відходів, і відповідальність за це лежить на Чеській енергетичній компанії (ČEZ). ЧЕЗ не вважає переробку економічною і зберігає відпрацьоване паливо, доки Управління зі сховища радіоактивних відходів (RAWRA) не візьме на себе відповідальність за це. RAWRA вибере постійне місце для зберігання до 2015 року, а будівництво розпочнеться на обраному місці після 2050 року.

## Чесько-австрійські відносини
Чехія та Австрія мали розбіжності щодо атомної електростанції Темелін, розташованої лише за 50 км від чесько-австрійського кордону. Австрія погрожувала Чехії труднощами зі вступом до ЄС у разі введення станції в експлуатацію. Інші противники цієї електростанції стверджували, що вона має таку ж конструкцію, як і Чорнобильська, хоча остання мала реактори РБМК, а Темелін повинна була мати ВВЕР. Тодішній президент Чехії Вацлав Гавел назвав станцію «маном величі».

## Пропоноване розширення
Чеська енергетична політика 2004 року передбачала будівництво двох або більше великих реакторів для заміни електростанції Дуковани після 2020 року. Плани, оголошені в 2006 році, передбачали будівництво одного блоку потужністю 1500 МВт в Темеліні після 2020 року, а також другого.
- Найпростішим розширенням ядерної потужності було б завершення двох блоків у Темеліні, які були скасовані після Оксамитової революції в 1989 році. У 2005 році рекомендація Міністерства промисловості пропонувала додати туди два реактори по 600 МВт до 2025 року.[9] У серпні 2009 року ČEZ розпочала тендер на два реактори з водою під тиском (PWR) для блоків 3 і 4.[10]
- Протягом 1980-х років було досліджено та обрано кілька місць у Чехії для нових станцій: село Благутовиці (північна Моравія, поблизу Острави), село Тетов[en] (східна Богемія, поблизу Пардубиць), місто Мнішек-под-Брди[en] (центральна Богемія) та АЕС у Празі-Радотін[en].[11]

У 2019 році уряд Чехії дав попереднє схвалення принаймні одного нового атомного енергоблоку на АЕС Дуковани приблизно у 2035 році для заміни чотирьох блоків, які, як очікується, будуть закриті між 2035 і 2037 роками. Запропонована фінансова модель є державною гарантією, щоб можна було отримати фінансування за державними відсотковими ставками, але без субсидій на експлуатаційні витрати або тарифи на електроенергію вище ринкових цін.

### Благутовиці
Благутовиці, село, розташоване в ізольованій і малонаселеній місцевості, було обрано в 1986 році через зручні геологічні умови. Була запропонована електростанція (JEBL) з двома реакторами ВВЕР-1000 разом із новою дамбою в Густопечі-над-Бечвою. У 2000 році пропонована дата початку будівництва не очікувалася раніше 2015 року, якщо взагалі була б.

### Тетов
Спочатку було обрано Опатовиці-над-Лабем (місце великої вугільної електростанції), але його розташування між містами Градец-Кралове та Пардубиці було невигідним, і було обрано більш віддалене село Тетов. Один із планів передбачав будівництво АЕС у Опатовицях-над-Лабем.
Електростанція потребувала площі 150 гектарів і мала мати два-чотири реактори ВВЕР-1000, виробляючи 1000 МВт кожен, а також забезпечуючи опалення агломерації Градец-Кралове-Пардубиці та Праги (за допомогою паропроводу довжиною 67 км). Будівництво мало розпочатись у 1996 році, а реактори запустити в 2004–2008 роках. Вартість була оцінена в 60 мільярдів крон.

## Перелік реакторів
| Назва          | Блок №. | Реактор | Реактор       | Статус       | Чиста потужність (MW) | Початок будівництва | Комерційне використання | Закриття |
| Назва          | Блок №. | Тип     | Модель        | Статус       | Чиста потужність (MW) | Початок будівництва | Комерційне використання | Закриття |
| -------------- | ------- | ------- | ------------- | ------------ | --------------------- | ------------------- | ----------------------- | -------- |
| Дуковани       | 1       | PWR     | ВВЕР-440/213  | Функціонує   | 468                   | 1 січня 1979        | 3 травня 1985           |          |
| Дуковани       | 2       | PWR     | ВВЕР-440/213  | Функціонує   | 471                   | 1 січня 1979        | 21 березня 1986         |          |
| Дуковани       | 3       | PWR     | ВВЕР-440/213  | Функціонує   | 468                   | 1 березня 1979      | 20 грудня 1986          |          |
| Дуковани       | 4       | PWR     | ВВЕР-440/213  | Функціонує   | 471                   | 1 березня 1979      | 19 липня 1987           |          |
| Дуковани       | 5       | PWR     | APR-1400      | Заплановано  | 1340                  |                     |                         |          |
| Дуковани       | 6       | PWR     | APR-1400      | Заплановано  | 1340                  |                     |                         |          |
| Темелін        | 1       | PWR     | ВВЕР-1000/320 | Функціонує   | 1003                  | 1 лютого 1987       | 10 червня 2002          |          |
| Темелін        | 2       | PWR     | ВВЕР-1000/320 | Функціонує   | 1003                  | 1 лютого 1987       | 18 квітня 2003          |          |
| Темелін        | 3       | PWR     | APR-1400      | Заплановано  | 1340                  |                     |                         |          |
| Темелін        | 4       | PWR     | APR-1400      | Заплановано  | 1340                  |                     |                         |          |
| Тетов          | 1       | PWR     | ВВЕР-1000/320 | Не будувався | 950                   |                     |                         |          |
| Тетов          | 2       | PWR     | ВВЕР-1000/320 | Не будувався | 950                   |                     |                         |          |
| Тетов          | 3       | PWR     | ВВЕР-1000/320 | Не будувався | 950                   |                     |                         |          |
| Тетов          | 4       | PWR     | ВВЕР-1000/320 | Не будувався | 950                   |                     |                         |          |
| Благутовиці    | 1       | PWR     | ВВЕР-1000/320 | Не будувався | 950                   |                     |                         |          |
| Благутовиці    | 2       | PWR     | ВВЕР-1000/320 | Не будувався | 950                   |                     |                         |          |
| Благутовиці    | 3       | PWR     | ВВЕР-1000/320 | Не будувався | 950                   |                     |                         |          |
| Благутовиці    | 4       | PWR     | ВВЕР-1000/320 | Не будувався | 950                   |                     |                         |          |
| Північночеська | 1       | PWR     | ВВЕР-1000/320 | Не будувався | 950                   |                     |                         |          |
| Північночеська | 2       | PWR     | ВВЕР-1000/320 | Не будувався | 950                   |                     |                         |          |
| Північночеська | 3       | PWR     | ВВЕР-1000/320 | Не будувався | 950                   |                     |                         |          |
| Північночеська | 4       | PWR     | ВВЕР-1000/320 | Не будувався | 950                   |                     |                         |          |
| Радотин        | 1       | PWR     | АСТ-200       | Не будувався | 200                   |                     |                         |          |
| Радотин        | 2       | PWR     | АСТ-200       | Не будувався | 200                   |                     |                         |          |

## Зберігання ядерних відходів
Ядерні відходи, утворені електростанціями та іншими меншими реакторами в країні, експортуються до Росії (або Радянського Союзу до 1991 року), яка постачає збагачений уран. Програма 1980-х років рекомендувала будівництво підземного сховища для зберігання відходів для переробки в майбутньому. Геологорозвідувальні роботи почалися в другій половині 1990-х років. Було відібрано одинадцять місць-кандидатів, але станом на 2006 рік процес не завершено. Розглядається можливість зберігання відходів на території станції Темелін.

## Громадська думка
Більшість чехів підтримують подальше розширення використання ядерної енергії, у 2007 році підтримка становила 60 %.
Ті, хто живе поблизу сховищ ядерних відходів, стверджують, що пропозиції щодо розширення забудови атомних блоків таких територій відлякують інвестиції та роблять території непривабливими для туристів.[джерело?] Кілька сіл організували референдум проти запланованого зберігання відходів, а регіональні органи влади намагалися створити юридичні та адміністративні перешкоди для нових станцій.[джерело?]
У 2008 році опитування показало, що 64% чехів погоджуються з використанням ядерної енергії, що є найвищим рівнем підтримки серед 27 опитаних країн ЄС, поряд з Литвою. Крім того, опитування показало, що підтримка зростає з 52% у 2004 році до 64% у 2008 році.
Опитування IBRS показало, що у 2021 році підтримка ядерної енергетики зросла до 65%.

## Зовнішні посилання
- Nuclear energy plans of Czechoslovakia (чеськ.)
- Website of the State Office for Nuclear Safety (en, cz)
- Nuclear Power in Czech Republic // World Nuclear Association